# بارهنگ کوهسری
بارهنگ کوهسری، بارهنگ تیره‌رنگ (نام علمی: Plantago atrata) یکی از گونه‌های سرده بارهنگ است.